# Siège de Chartres (911)
Pour les articles homonymes, voir Siège de Chartres.
Invasions vikings en France
Batailles
Le siège de Chartres est une des incursions normandes ayant eu lieu en 911 dans le royaume de France.

## Historique
À la suite de sa victoire, Charles III le Simple décide de négocier avec le chef normand Rollon. 
Un accord entre les deux hommes est conclu à Saint-Clair-sur-Epte. Le Viking reçoit les pays voisins de la Basse-Seine, à charge pour lui de les défendre au nom du roi des Francs. Nous ne savons pas exactement l’extension de ce territoire.
Le traité de Saint-Clair-sur-Epte en 911 marque la naissance du duché de Normandie, étymologiquement le « Pays des Hommes du Nord » en vieux norrois.